# 井芹川

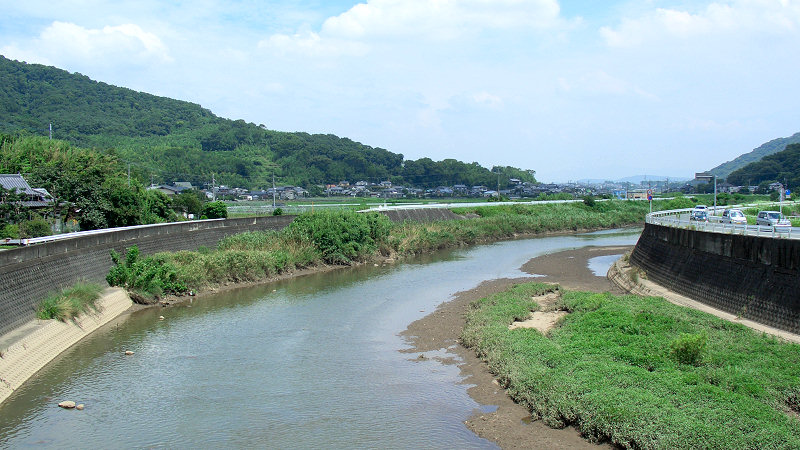
坪井川との合流地点

井芹川（いせりがわ）は、熊本県熊本市を流れ坪井川に合流する。熊本市北区植木町から上流を鐙田川（あぶみだがわ）と言う。鐙田川以外の区間は熊本県が管理する二級河川である。

## 地理

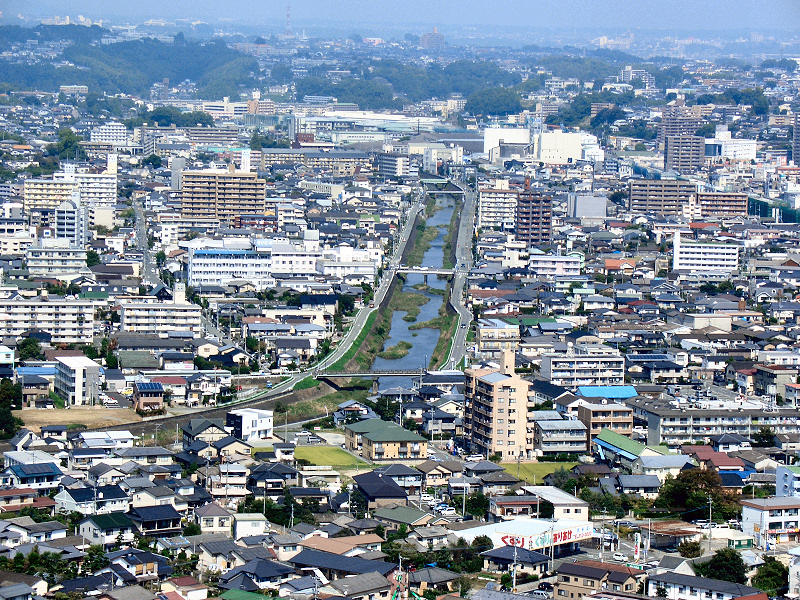
熊本市の住宅街を流れる

金峰山麓東側の平野を流れる河川である。熊本県熊本市北区植木町辺田野付近に鐙田川として源を発し南流。熊本市北区北部町から井芹川に名称が変わる。鹿児島本線や熊本県道31号熊本田原坂線の近くを流れ、熊本市北区釜尾町付近から住宅地・市街地をかすめる。そして熊本市西区島崎と中央区島崎の境界を縫うように流れ、熊本市西区横手付近にて西に進路を変える。そして花岡山付近を通り、熊本市西区上高橋付近から坪井川に合流する。
河川改修
かつては、現在の熊本県道22号熊本停車場線春日橋付近で白川と一旦合流し、再び分流するルートを通っていた。また、坪井川は白川に合流していた。加藤清正が白川と坪井川の河道変更を行った際、まず坪井川は現在の熊本市中央区小沢町付近で井芹川と合流するように変更、次に白川との合流地点に石塘を築き分離した。
更に昭和初期の河道変更で、花岡山の西側を通る現流路に変更された。坪井川の河川改修、白川の河川改修も参照のこと。

## 歴史
- 2025年（令和7年）8月11日 - 集中豪雨により熊本市西区を中心に氾濫。川沿いの民家のほか[1]、中央区段山本町の杉塘停留場付近までの広いエリアが水没した[2]。

## 流域
流域の大部分が田園地帯であるが、熊本市北区釜尾町付近から西区谷尾崎町付近までは住宅地を通る。

## 流域自治体
熊本県
熊本市（北区 - 西区 - 中央区 （右岸））

## 河川施設

### 堰
- 舞踏堰

## 並行する交通

### 道路
- 熊本県道31号熊本田原坂線
- 熊本県道101号植木河内港線
- 熊本県道237号小島新町線
- 熊本県道330号熊本山鹿自転車道線（ゆうかファミリーロード）

### 公共交通
- 熊本市電
  - 県立体育館前電停
  - 本妙寺入口電停
  - 杉塘電停 - 井芹川にちなんだ停留場名。
- JR九州
  - 植木駅
  - 西里駅
  - 崇城大学前駅
  - 上熊本駅

## 支流
- 木留川 - 熊本市北区植木町木留付近に源を発し、やがて鐙田川に合流する。
- 西谷川 - 熊本市西区河内町大多尾付近に源を発し、北区立福寺町付近で立福寺川と合流し、硯川町付近で井芹川に合流する。
  - 立福寺川 - 熊本市西区河内町東門寺付近に源を発し、北区立福寺町付近で西谷川に合流する。
- 和泉川
- 豆尾川
- 西浦川 - 熊本市北区貢町付近に源を発し、釜尾町と貢町の境界から井芹川に合流する。
- 成道寺川
- 前川 - 熊本市西区花園付近に源を発している。
- 大井手川
  - 南迫川
- 小山田川
- 麹川
- 谷尾崎川
- 平川
- 池上川

## 周辺施設
- 熊本保健科学大学
- 熊本市立西里小学校
- 崇城大学
- 文徳中学校・高等学校
- 熊本市立井芹中学校
- 熊本製粉熊本工場
- 熊本市立千原台高等学校
- 熊本市水道局西部水道センター
- 熊本市立西山中学校
- 熊本市立城西小学校
- 熊本市立池上小学校
- 熊本市立三和中学校

## 近隣の主な河川
- 白川
- 木葉川（菊池川水系）

## 橋梁
- 硯川橋 - 熊本県道31号熊本田原坂線
- 相野橋 - 熊本県道332号小天下硯川線
- 天神大橋
- 永運橋 - 熊本県道1号熊本玉名線
- 味生大橋

## 参考資料
- 『熊本県大百科事典』熊本日日新聞 1982年4月
- 『加藤清正の川づくり・まちづくり』加藤清正土木事業とりまとめ委員会（建設省熊本工事事務所）1995年11月
- 『加藤清正 築城と治水』坂本喜杏（冨山房インターナショナル）2006年5月